# Diocesi di Montería
La diocesi di Montería (in latino Dioecesis Monteriensis) è una sede della Chiesa cattolica in Colombia suffraganea dell'arcidiocesi di Cartagena. Nel 2023 contava 1.439.000 battezzati su 1.514.000 abitanti. La sede è vacante.

## Territorio
La diocesi comprende 23 comuni nella parte settentrionale del dipartimento colombiano di Córdoba: Canalete, Cereté, Chimá, Chinú, Ciénaga de Oro, Cotorra, Los Córdobas, Momil, Moñitos, Montería, Planeta Rica, Pueblo Nuevo, Puerto Escondido, Purísima, Sahagún, San Andrés de Sotavento, San Antero, San Bernardo del Viento, San Carlos, San Pelayo, Santa Cruz de Lorica, Tuchín, Valencia.
Sede vescovile è la città di Montería, dove si trova la cattedrale di San Girolamo.
Il territorio si estende su una superficie di 14.500 km² ed è suddiviso in 79 parrocchie.

## Storia
La diocesi è stata eretta il 20 novembre 1954 con la bolla Quoniam Christus di papa Pio XII, ricavandone il territorio dall'arcidiocesi di Cartagena e dal vicariato apostolico di San Jorge.
Il 25 aprile 1969 cedette una porzione di territorio a vantaggio dell'erezione della prelatura territoriale dell'Alto Sinú (oggi diocesi di Montelíbano).

## Cronotassi dei vescovi
Si omettono i periodi di sede vacante non superiori ai 2 anni o non storicamente accertati.
- Rubén Isaza Restrepo † (4 novembre 1956 - 2 novembre 1959 nominato vescovo di Ibagué)
- José de Jesús Pimiento Rodríguez † (30 dicembre 1959 - 29 febbraio 1964 nominato vescovo di Garzón-Neiva)
- Miguel Antonio Medina y Medina † (23 marzo 1964 - 20 maggio 1972 deceduto)
- Samuel Silverio Buitrago Trujillo, C.M. † (18 dicembre 1972 - 11 ottobre 1976 nominato arcivescovo di Popayán)
- Carlos José Ruiseco Vieira (28 marzo 1977 - 23 settembre 1983 nominato arcivescovo di Cartagena)
- Ramón Darío Molina Jaramillo, O.F.M. † (23 marzo 1984 - 19 gennaio 2001 nominato vescovo di Neiva)
- Julio César Vidal Ortiz (31 ottobre 2001 - 16 luglio 2011 nominato vescovo di Cúcuta)
- Ramón Alberto Rolón Güepsa (27 ottobre 2012 - 6 giugno 2025 nominato vescovo di Chiquinquirá)
  - Farly Yovany Gil Betancur,[1] dal 31 luglio 2025 (amministratore apostolico)

## Statistiche
La diocesi nel 2023 su una popolazione di 1.514.000 persone contava 1.439.000 battezzati, corrispondenti al 95,0% del totale.
| anno | popolazione | popolazione | popolazione | presbiteri | presbiteri | presbiteri | presbiteri                | diaconi | religiosi | religiosi | parrocchie |
| anno | battezzati  | totale      | %           | numero     | secolari   | regolari   | battezzati per presbitero | diaconi | uomini    | donne     | parrocchie |
| ---- | ----------- | ----------- | ----------- | ---------- | ---------- | ---------- | ------------------------- | ------- | --------- | --------- | ---------- |
| 1965 | 436.000     | 438.070     | 99,5        | 43         | 38         | 5          | 10.139                    |         | 16        | 185       | 24         |
| 1968 | 468.350     | 493.000     | 95,0        | 48         | 43         | 5          | 9.757                     |         | 14        | 225       | 31         |
| 1976 | 760.000     | 770.000     | 98,7        | 44         | 38         | 6          | 17.272                    |         | 12        | 255       | 31         |
| 1980 | 789.000     | 820.500     | 96,2        | 41         | 32         | 9          | 19.243                    |         | 18        | 230       | 32         |
| 1990 | 950.000     | 980.000     | 96,9        | 50         | 45         | 5          | 19.000                    |         | 17        | 264       | 45         |
| 1999 | 1.048.000   | 1.076.476   | 97,4        | 65         | 53         | 12         | 16.123                    |         | 15        | 200       | 67         |
| 2000 | 1.200.000   | 1.350.000   | 88,9        | 74         | 58         | 16         | 16.216                    |         | 19        | 200       | 71         |
| 2001 | 1.200.000   | 1.350.000   | 88,9        | 67         | 51         | 16         | 17.910                    |         | 22        | 200       | 73         |
| 2002 | 1.250.000   | 1.450.000   | 86,2        | 80         | 64         | 16         | 15.625                    |         | 25        | 45        | 74         |
| 2003 | 1.300.000   | 1.500.000   | 86,7        | 70         | 64         | 6          | 18.571                    |         | 12        | 110       | 74         |
| 2004 | 1.310.000   | 1.510.000   | 86,8        | 68         | 64         | 4          | 19.264                    |         | 8         | 110       | 74         |
| 2013 | 1.601.000   | 1.685.000   | 95,0        | 113        | 109        | 4          | 14.168                    |         | 27        | 177       | 80         |
| 2016 | 1.656.592   | 1.742.557   | 95,1        | 113        | 106        | 7          | 14.660                    |         | 30        | 60        | 80         |
| 2019 | 1.365.300   | 1.436.259   | 95,1        | 113        | 106        | 7          | 12.082                    |         | 7         | 69        | 79         |
| 2021 | 1.406.220   | 1.479.380   | 95,1        | 109        | 102        | 7          | 12.901                    |         | 7         | 69        | 79         |
| 2023 | 1.439.000   | 1.514.000   | 95,0        | 102        | 96         | 6          | 14.107                    |         | 6         | 69        | 79         |